# 欧陽鯤鵬
欧陽 鯤鵬（おうよう こんほう、オウヤン・クンポン、Ouyang Kunpeng、1981年11月19日 - ）は、中国の元競泳選手。2008年6月27日にドーピング違反で永久資格停止処分を受けた。

## 主な成績

### 2006年ドーハアジア競技大会
背泳ぎ全種目とメドレーリレーに出場し、50m背泳ぎ25秒47、100m背泳ぎ54秒92、200m背泳ぎ1分59秒15、4x100mメドレーリレー3分40秒27と全て2位で銀メダルを獲得した。

## 自己ベスト
| 泳法   | 距離 | 水路   | 記録   | 樹立日        | 大会名                      | 備考 |
| ------ | ---- | ------ | ------ | ------------- | --------------------------- | ---- |
| 背泳ぎ | 50m  | 長水路 | 25秒18 | 2005年11月4日 | 第4回マカオ東アジア競技大会 |      |
| 背泳ぎ | 100m | 長水路 | 54秒41 | 2005年11月5日 | 第4回マカオ東アジア競技大会 |      |